# Grand Hotel (comédie musicale)
Pour les articles homonymes, voir Grand Hotel.
Grand Hotel est une comédie musicale de 1989, librement inspirée du roman Menschen im Hotel (Grand Hotel) de Vicki Baum et de son adaptation cinématographique Grand Hotel d'Edmund Goulding. Cette tragi-comédie est une création de Robert Wright, George Forrest et Maury Yeston, sur un livret de Luther Davis.

## Synopsis
Les années folles s'écoulent à toute vitesse. Berlin est l'âme d'un monde en pleine effervescence. Au somptueux Grand Hotel, un établissement prestigieux de style art deco, les gens vont et viennent.
Témoin de ce tourbillon incessant, le cynique docteur Otternschlag s'injecte sa morphine pour apaiser des blessures infligées lors de la Première Guerre mondiale.
Le concierge adjoint Erik, en poste à la réception, attend qu'on lui donne des nouvelles : sa femme accouche et le travail est difficile.
Le baron Felix Von Gaigern, jeune, beau et démuni, déploie tout son charisme pour obtenir une chambre dans cet hôtel surchargé ; sa route croise celle d'un gangster coriace qui se fait passer pour un chauffeur. Ce dernier fait pression sur Felix pour qu'il éponge ses dettes.
Une danseuse étoile russe vieillissante, Elizaveta Grushinskaya, arrive avec sa suite. Son entourage tente de la persuader qu'elle peut et surtout doit encore danser. Sa confidente et habilleuse Raffaela connaît les enjeux financiers de cette retraite : elle sait que si sa patronne se retire, de lourdes sommes d'argent devront être versées pour compenser la rupture de ses engagements. Raffaela est d'autant plus impliquée à ses côtés qu'elle éprouve des sentiments pour Elizaveta.
Otto Kringelein, un comptable juif gravement malade, veut passer ses derniers jours dans un hôtel de luxe. Quitte à se ruiner, il veut connaître ce monde fastueux au moins une fois dans son existence. Le baron l'aide à trouver une chambre. 
Pendant ce temps, Hermann Preysing, directeur général d'une usine textile en faillite, apprend que la fusion avec une entreprise de Boston est annulée. Ce revirement signifie sa ruine. Il ne veut pas mentir à ses actionnaires et finit par céder à la pression. Il envisage de se rendre aux Etats-Unis pour relancer l'accord et presse sa secrétaire par intérim, Flaemmchen, de l'accompagner. Il lui fait ouvertement des avances. Mais la jeune femme le repousse.
De fait, Flaemmchen a beaucoup d'ambition et de rêves : elle veut devenir une célébrité hollywoodienne. Ce projet est menacé par une potentielle grossesse. Cela ne l'empêche pas de flirter avec Felix. Néanmoins, sur l'impulsion de ce dernier, elle accepte également de danser avec Otto. Le comptable, surpris et ravi, s'amourache de la ravissante dactylographe.
Lors d'une représentation, Elizaveta s'avère incapable d'exécuter sa chorégraphie et se précipite à l'hôtel. Elle fait irruption dans sa chambre et y découvre Felix. Le baron s'apprête à lui dérober un somptueux collier de diamants pour rembourser le gangster Chauffeur. Pour se tirer de ce mauvais pas, il prétend être son plus grand admirateur. Malgré ces débuts chaotiques, Elizaveta et Felix s'éprennent l'un de l'autre ; ils finissent par passer la nuit ensemble. Le baron accepte de l'accompagner à Vienne pour qu'elle puisse honorer ses engagements de danseuse. Ils prévoient de se retrouver à la gare et de se marier dans la foulée.
Deux artistes afro-américains parfaitement francophones, les Jimmy, chantent au bar et dansent avec Flaemmchen. Leur bonne humeur, leur sens de la réplique et leurs incroyables facultés de danseurs les mettent sous les projecteurs du Grand Hotel.
Erik essaie de quitter son travail pour rejoindre son épouse à l'hôpital. Or, son odieuse patronne Rohna refuse de lui accorder cette faveur.
Le baron persuade Otto d'investir en bourse, un domaine où ce dernier se révèle particulièrement brillant. Mais l'état d'Otto se dégrade. Felix le raccompagne dans sa chambre et, pris de sympathie pour le comptable, résiste à la tentation de lui voler son portefeuille. Touché par sa sollicitude, Otto offre de l'argent au baron.
Le gangster confronte Felix et lui ordonne d'escamoter le portefeuille de Preysing ; il donne une arme au baron. Ce dernier, à contre-cœur, s'exécute et s'éclipse dans la suite du directeur.
Dans cette même chambre, Preysing accule Flaemmchen. Son harcèlement tourne à l'agression et il s'apprête à la violer. Le baron, qui se trouve donc dans la suite de Preysing pour le voler, entend les cris de la secrétaire. Il se rue dans la pièce pour la défendre, le portefeuille en mains. Une lutte s'ensuit. L'altercation dégénère et Preysing tue le baron avec l'arme du gangster. Par la suite, le directeur est arrêté.
Apprenant la nouvelle, Raffaela ne peut se résoudre à avouer la mort de son amant à Grushinskaya. La ballerine est si heureuse d'avoir trouvé l'amour que sa confidente décide de la laisser dans l'ignorance. Sa patronne part pour la gare, persuadée d'y retrouver Felix.
De son côté, Otto propose d'emmener Flaemmchen à Paris. Il a maintenant beaucoup d'argent et souhaite profiter d'une belle vie à ses côtés pour le temps qu'il lui reste. Flaemmchen se rend compte qu'elle aime sincèrement le comptable. En joie, elle accepte sa proposition.
Erik a enfin des nouvelles de son épouse : sa femme se porte à merveille et ils sont parents d'un petit garçon.
Le docteur Otternschlag observe ces différents dénouements :

« Grand Hotel, Berlin. Always the same

People come, people go

One life ends while another begins

One heart breaks while another beats faster

One man goes to jail while another goes to Paris

Always the same.

... I'll stay

One more day. »

## Personnages

### Protagonistes principaux
- Baron Felix Von Gaigern : jeune, athlétique, charmant, optimiste et, surtout, fauché
- Otto Kringelein : comptable d'une petite ville, encore relativement jeune mais condamné par la maladie
- Elizaveta Grushinskaya : la Prima Ballerina toujours aussi belle, mondialement connue et sur le point de prendre sa retraite
- Flaemmchen (née Frieda Flamm) : une jolie et jeune dactylographe ambitionnant d'être actrice
- Hermann Preysing : le directeur général d'une grande usine textile et bourgeois convaincu
- Raffaela Ottanio : la confidente, secrétaire et parfois habilleuse d'Elizaveta Grushinskaya qu'elle aime d'un amour sincère
- Colonel-Docteur Otternschlag : un homme cynique et ruiné, grièvement blessé durant la Première Guerre mondiale
- Erik Litnauer : l'assistant concierge, un jeune homme intelligent, ambitieux, sur le point de fonder une famille
- Les deux Jimmy : un duo d'artistes afro-américains solaires, au bagout solide et aux talents indéniables
- Chauffeur : un gangster se faisant passer pour un chauffeur

### Protagonistes secondaires
- Le portier
- La Comtesse : une danseuse de salon
- Le Gigolo : une danseuse de salon
- Rohna : la directrice du Grand Hotel
- Les grooms : au nombre de quatre, ils se prénomment Georg Strunk, Kurt Kronenberg, Hans Bittner, Willibald
- Les opératrices téléphoniques : on en dénombre trois, elles s'appellent Hildegarde Bratts, Sigfriede Holzhiem, Wolffe Bratts
- Zinnowitz : un avocat berlinois
- Sandor : un imprésario du Théâtre hongrois
- Witt : le chef de la troupe de ballet de Grushinskaya
- Madame Peepee : la préposée aux toilettes
- Employés d'arrière-cuisine : ils sont quatre, à savoir Gunther Gustafsson, Werner Holst, Franz Kohl, Ernst Schmidt
- La courtisane de l'hôtel
- Trudie : une femme de ménage
- Le détective
- Les actionnaires

## Chansons
1. The Grand Parade - Otternschlag, Compagnie
2. Some Have, Some Have Not - employés d'arrière-cuisine, grooms
3. As It Should Be - Baron Felix von Gaigern
4. At the Grand Hotel / Table With a View - Otto Kringelein
5. Maybe My Baby Loves Me - Les deux Jimmy, Flaemmchen
6. Fire and Ice - Elizaveta Grushinskaya, Compagnie
7. Twenty-Two Years / Villa on a Hill - Raffaela
8. I Want to Go to Hollywood - Flaemmchen
9. Everybody's Doing It - Zinnowitz
10. As It Should Be (Reprise) - Baron Felix von Gaigern
11. The Crooked Path - Hermann Preysing
12. Who Couldn't Dance With You? - Flaemmchen, Otto Kringelein
13. Merger Is On - Zinnowitz, les actionnaires
14. Gru's Bedroom - Elizaveta Grushinskaya, Company
15. Love Can't Happen - Baron Felix von Gaigern, Elizaveta Grushinskaya
16. What You Need - Raffaela
17. Bonjour Amour - Elizaveta Grushinskaya
18. H-A-P-P-Y - Les deux Jimmy, Compagnie
19. We'll Take a Glass Together - Baron Felix von Gaigern, Otto Kringelein, Compagnie
20. I Waltz Alone - Otternschlag
21. H-A-P-P-Y (Reprise) - Company
22. Roses at the Station - Baron Felix von Gaigern
23. How Can I Tell Her? - Raffaela
24. The Grand Parade / Some Have, Some Have Not (Reprise) - Erik, Operators, Compagnie
25. The Grand Waltz - Compagnie

## Création

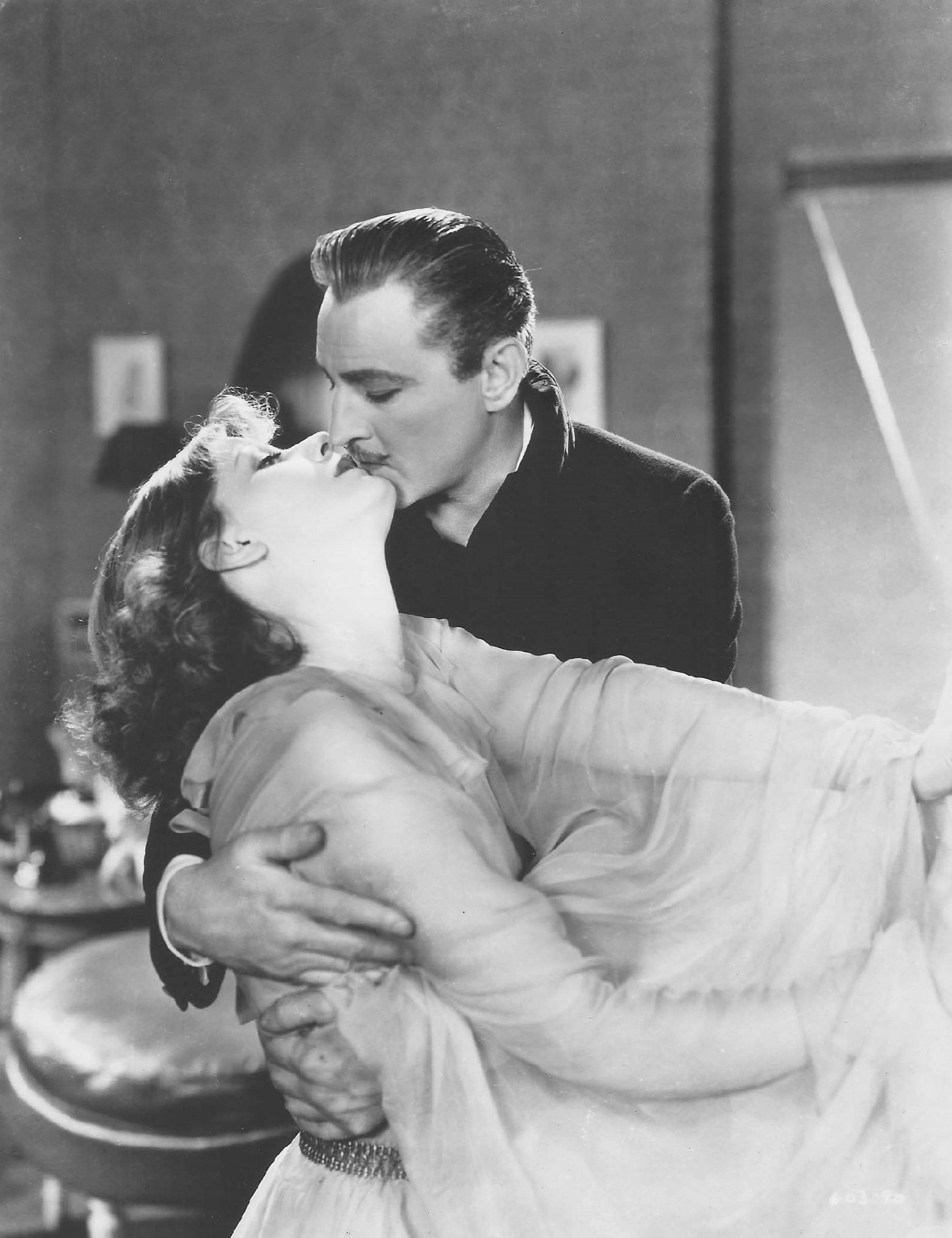
Greta Garbo (Elizaveta) et John Barrymore (le Baron) dans l'adaptation cinématographique Grand Hotel.

### Les prémices
En 1958, Robert Wright, George Forrest et Luther Davis décident d'adapter le roman Menschen im Hotel de Vicki Baum en comédie musicale. Ils s'inspirent également de son adaptation cinématographique Grand Hotel d'Edmund Goulding.
Le titre est At the Grand et le scénario connaître quelques modifications : le Berlin de 1928 est troqué pour la Rome contemporaine et la ballerine au cœur de l'intrigue devient une chanteuse d'opéra ressemblant beaucoup à Maria Callas. L'ambition du trio est de faire jouer cette héroïne par Joan Diener, sous la direction de son époux Albert Marre. L'ensemble de l'équipe avait déjà collaboré sur la comédie musicale à succès Kismet.
En 1958, les avant-premières de At the Grand connaissent des retours très mitigés. Outre la réception préoccupante, l'équipe affronte un autre problème : l'interprète de Kringelein, Paul Muni, est malade et ne peut tenir son rôle sur une aussi longue durée.
Le producteur Edwin Lester décide d'annuler la comédie musicale, d'ores et déjà prévue sur Broadway. Le projet est alors enterré.

### Version finale
Trente ans plus tard, Davis, Wright et Forrest décident de dépoussiérer le matériel original et de remonter le spectacle. Cette fois, la trame se déroule bien en 1928, à Berlin.
Le projet est confié au metteur en scène et chorégraphe Tommy Tune : ce dernier mise alors sur une production de deux heures, sans entracte, comprenant des scénettes dialoguées, des numéros musicaux et des scènes dansées. L'idée est de retranscrire l'ambiance d'un hôtel animé, un tourbillon qui emporte les personnages sans interruptions.

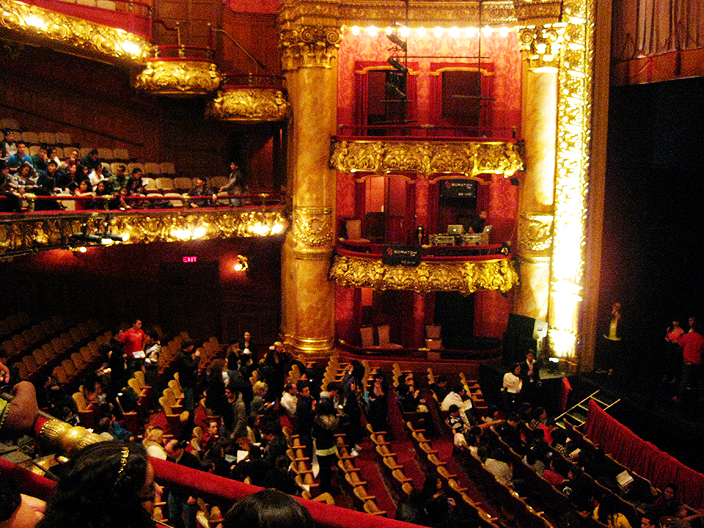
Les essais ont lieu au Colonial Theatre.

Sept chansons de At the Grand sont incorporées au projet, désormais baptisé Grand Hotel. Deux de ces chansons sont néanmoins abandonnées lors des essais à Boston, au Colonial Theatre. 
En 1989, Tommy Tune contacte le compositeur et parolier Maury Yeston : les deux hommes avaient travaillé ensemble sur la comédie musicale multirécompensée Nine. Tune lui demande d'améliorer Grand Hotel. Yeston rejoint le projet avec l'accord de Wright et Forrest. Le compositeur écrit sept nouvelles chansons dont Love Can't Happen, I Want to Go to Hollywood, At The Grand Hotel, Bonjour Amour, Roses at the Station et Grand Parade (le nouveau numéro d'ouverture) ; il signe également des paroles supplémentaires pour certains titres de Wright et Forrest.
Toujours à la demande de Tune, Peter Stone accepte de travailler sur l'œuvre comme script doctor, bien que le livret reste entièrement attribué à Davis.
Tune laisse également Pierre Dulaine et Yvonne Marceau (le Gigolo et la Comtesse de la distribution originale) réaliser la chorégraphie de la salle de bal. Thommie Walsh met en scène la danse de I Want to Go to Hollywood.
La première se tient au Martin Beck Theatre, à Broadway, le 12 novembre 1989. Le spectacle gagne en popularité et s'étend sur 1 077 représentations. Il remporte de nombreuses récompenses aux Tony Awards et au Drama Desk Awards. Le revival du West End déroche un Laurence Olivier Award, celui de Meilleure reprise d'une comédie musicale.

## Distributions
| Personnages                        | Broadway (1989)               | Première tournée américaine (1990) | West End (1992)                  | West End (2004)             | Japon (2006)                              | Southwark Playhouse (2015) | Encores! (2018)               |
| ---------------------------------- | ----------------------------- | ---------------------------------- | -------------------------------- | --------------------------- | ----------------------------------------- | -------------------------- | ----------------------------- |
| Baron Felix Von Gaigern            | David Carroll                 | Brent Barrett                      | Brent Barrett                    | Julian Ovenden              | Kōjirō Oka en alternance avec Kenya Osumi | Scott Garnham              | James Snyder                  |
| Otto Kringelein                    | Michael Jeter                 | Mark Baker                         | Barry James                      | Daniel Evans                | Ikki Kosakai                              | George Rae                 | Brandon Uranowitz             |
| Elizaveta Grushinskaya             | Liliane Montevecchi           | Liliane Montevecchi                | Liliane Montevecchi              | Mary Elizabeth Mastrantonio | Minari Maeda                              | Christine Grimandi         | Irina Dvorovenko              |
| Flaemmchen                         | Jane Krakowski                | DeLee Lively                       | Lynnette Perry                   | Helen Baker                 | Jun Shibuki                               | Victoria Serra             | Heléne Yorke                  |
| Directeur général Hermann Preysing | Timothy Jerome                | K.C. Wilson                        | K.C. Wilson                      | Martyn Ellis                | Ken Tanaka                                | Jacob Chapman              | John Dossett                  |
| Raffaela Ottanio                   | Karen Akers                   | Debbie de Courdreaux               | Debbie de Courdreaux             | Gillian Bevan               | Mary Suwa                                 | Valerie Cutko              | Natascia Diaz                 |
| Colonel Docteur Otternschlag       | John Wylie                    | Anthony Franciosa                  | Barry Foster                     | Gary Raymond                | Takashi Fujiki                            | Philip Rham                | William Ryall                 |
| Erik Litnauer                      | Bob Stillman                  | Dirk Lumbard                       | Kieran McIlroy                   | David Lucas                 | Dong-ha Park                              | Jonathan Stewart           | John Clay III                 |
| Les deux Jimmy                     | David Jackson Danny Strayhorn | Nathan Gibson David Andrew White   | David Jackson David Andrew White | Joseph Nobel Paul Hazel     | /                                         | /                          | James T. Lane Daniel Yearwood |

## Récompenses

### Tony Awards
1990 :
- Meilleur acteur de second rôle dans une comédie musicale : Michael Jeter dans le rôle d'Otto Kringelein
- Meilleure chorégraphie : Tommy Tune
- Meilleure mise en scène pour une comédie musicale : Tommy Tune
- Meilleurs costumes : Santo Loquasto
- Meilleures lumières : Jules Fisher

### Drama Desk Awards
1990 :
- Meilleur acteur principal dans une comédie musicale : Michael Jeter
- Meilleur mise en scène de comédie musicale : Tommy Tune
- Meilleure chorégraphie : Tommy Tune
- Meilleurs costumes : Santo Loquasto
- Meilleures lumières : Jules Fisher

### Laurence Olivier Award
- 2005 : Meilleure reprise d'une comédie musicale